# Cirolana albida
Cirolana albida är en kräftdjursart som beskrevs av Richardson 1901. Cirolana albida ingår i släktet Cirolana och familjen Cirolanidae. Inga underarter finns listade i Catalogue of Life.